# Björn Stigson

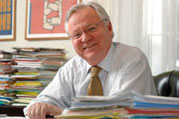
Björn Stigson

Björn R Stigson, född 9 augusti 1946 i Kalmar, är en svensk företagsledare och sakkunnig inom miljö och hållbar utveckling.

## Biografi
Stigson inledde sin karriär som finansanalytiker inom Kockums-koncernen. Mellan 1971 och 1982 arbetade han på ESAB bland annat som ansvarig för finans och marknadsföring. 1983 utnämndes han till VD i Fläkt Group, och efter att Fläkt tagits över av ABB fick han där en position som vice VD 1991. Han var under perioden 1995–2011 VD för World Business Council for Sustainable Development (WBCSD) med säte i Genève, en organisation där många av världens multinationella företag gått samman för att arbeta med hållbar utveckling.
Under perioden maj 2010 till juni 2012 var han innehavare av Assar Gabrielssons gästprofessur i tillämpad företagsledning vid Handelshögskolan i Göteborg. Han var under 2014–2016 senior advisor till IVA:s projekt Resurseffektiva affärsmodeller.

## Utmärkelser
- 2011 – Utnämnd till hedersdoktor vid Mälardalens högskola.[5]
- 2012 – Utnämnd till hedersdoktor vid Handelshögskolan vid Göteborgs universitet.[2]